# 卡哈盧-科胡 (夏威夷州)
卡哈盧-科胡（英語：Kahaluu-Keauhou）是位於美國夏威夷州夏威夷縣的一個人口普查指定地區。

## 地理
卡哈盧-科胡的座標為19°34′32″N 155°57′38″W / 19.57556°N 155.96056°W，而該地最高點為海拔高度30米（即100英尺）。

## 人口
根據2010年美國人口普查的數據，卡哈盧-科胡的面積為20.80平方千米，當中陸地面積為14.90平方千米，而水域面積為5.90平方千米。當地共有人口3549人，而人口密度為每平方千米170人。